# Kévin Gameiro
Kévin Gameiro (ur. 9 maja 1987 w Senlis) – francuski piłkarz portugalskiego pochodzenia występujący na pozycji napastnika we francuskim klubie RC Strasbourg. 

## Kariera klubowa
Rodzina Gameiro pochodzi z Portugalii. Jest wychowankiem klubu ES Marly-la-Ville, a potem trenował także w US Chantilly. W 2002 odszedł do RC Strasbourg. W 2005 stał się zawodnikiem kadry pierwszej drużyny. 10 września 2005 zadebiutował w Ligue 1 w przegranym 0:1 wyjazdowym meczu z Paris Saint-Germain. 4 lutego 2006 zdobył pierwszego gola w lidze w meczu z RC Lens (1:2). Na koniec sezonu 2005/2006 spadł z RC Strasbourgiem do Ligue 2. Następnie przez rok grał w drugiej lidze, a w 2007 wrócił z Racingiem do Ligue 1. W sezonie 2007/2008 walczył o miejsce w ataku z Kolumbijczykiem Wasonem Renteríą, Gabończykiem Érikiem Moulounguim, rodakiem Jamesem Fanchone i Brazylijczykiem Álvaro Santosem. Zdobył dla Strasbourga 6 goli w lidze, ale klub ten powrócił do Ligue 2.
Latem 2008 roku Gameiro przeszedł za 3 miliony euro do FC Lorient. 9 sierpnia 2008 zadebiutował w Lorient w wygranym 1:0 wyjazdowym meczu z Le Mans UC 72. W sezonie 2008/2009 był najlepszym strzelcem Lorient, dla którego strzelił 11 goli w Ligue 1.
12 czerwca 2011 roku piłkarz przeszedł do ekipy Paris Saint-Germain F.C. za kwotę 11 mln euro.
25 lipca 2013 roku przeszedł do Sevilli.

## Kariera reprezentacyjna
Gameiro jest reprezentantem Francji U-21. W 2007 wraz z kadrą U-20 wygrał Tournoi Espoirs de Toulon i został jego królem strzelców. Występował także w kadrze U-17 i U-18.
W sierpniu 2010 Laurent Blanc, selekcjoner reprezentacji Francji, powołał go do kadry na mecze w eliminacjach do Euro 2012. Zadebiutował 3 września 2010 w meczu z Białorusią.

## Statystyki kariery
(aktualne na dzień 19 maja 2019)
| Klub                | Sezon              | Liga               | Liga  | Liga   | Puchar kraju | Puchar kraju | Puchar ligi | Puchar ligi | Europa | Europa | Suma  | Suma   |
| Klub                | Sezon              | Liga               | Mecze | Bramki | Mecze        | Bramki       | Mecze       | Bramki      | Mecze  | Bramki | Mecze | Bramki |
| ------------------- | ------------------ | ------------------ | ----- | ------ | ------------ | ------------ | ----------- | ----------- | ------ | ------ | ----- | ------ |
| RC Strasbourg       | 2005/06            | Ligue 1            | 8     | 1      | 1            | 2            | 0           | 0           | 3      | 2      | 12    | 5      |
| RC Strasbourg       | 2006/07            | Ligue 2            | 16    | 3      | 3            | 3            | 1           | 0           | –      | –      | 20    | 6      |
| RC Strasbourg       | 2007/08            | Ligue 1            | 34    | 6      | 1            | 0            | 1           | 0           | –      | –      | 36    | 6      |
| RC Strasbourg       | Ogólnie            | Ogólnie            | 58    | 10     | 5            | 5            | 2           | 0           | 3      | 2      | 68    | 17     |
| FC Lorient          | 2008/09            | Ligue 1            | 37    | 11     | 2            | 2            | 0           | 0           | –      | –      | 39    | 13     |
| FC Lorient          | 2009/10            | Ligue 1            | 35    | 17     | 1            | 0            | 4           | 2           | –      | –      | 40    | 19     |
| FC Lorient          | 2010/11            | Ligue 1            | 36    | 22     | 3            | 2            | 2           | 0           | –      | –      | 41    | 24     |
| FC Lorient          | Ogólnie            | Ogólnie            | 108   | 50     | 6            | 4            | 6           | 2           | 0      | 0      | 120   | 56     |
| Paris Saint-Germain | 2011/12            | Ligue 1            | 34    | 11     | 3            | 2            | 1           | 0           | 7      | 1      | 45    | 14     |
| Paris Saint-Germain | 2012/13            | Ligue 1            | 25    | 8      | 4            | 1            | 0           | 0           | 3      | 0      | 32    | 9      |
| Paris Saint-Germain | Ogólnie            | Ogólnie            | 59    | 19     | 7            | 3            | 1           | 0           | 10     | 1      | 77    | 23     |
| Sevilla FC          | 2013/14            | Primera División   | 35    | 15     | 1            | 0            | –           | –           | 13     | 6      | 49    | 21     |
| Sevilla FC          | 2014/15            | Primera División   | 26    | 8      | 6            | 5            | –           | –           | 12     | 4      | 44    | 17     |
| Sevilla FC          | 2015/16            | Primera División   | 31    | 16     | 6            | 3            | –           | –           | 15     | 10     | 52    | 29     |
| Sevilla FC          | Ogólnie            | Ogólnie            | 92    | 39     | 13           | 8            | 0           | 0           | 40     | 20     | 145   | 67     |
| Atlético Madryt     | 2016/17            | Primera División   | 31    | 12     | 6            | 2            | –           | –           | 9      | 2      | 46    | 16     |
| Atlético Madryt     | 2017/18            | Primera División   | 25    | 7      | 3            | 1            | –           | –           | 8      | 3      | 36    | 11     |
| Atlético Madryt     | Ogólnie            | Ogólnie            | 56    | 19     | 9            | 3            | 0           | 0           | 17     | 5      | 82    | 27     |
| Valencia CF         | 2018/19            | Primera División   | 33    | 6      | 9            | 3            | –           | –           | 14     | 3      | 56    | 12     |
| Ogólnie w karierze  | Ogólnie w karierze | Ogólnie w karierze | 406   | 143    | 49           | 26           | 9           | 2           | 84     | 31     | 548   | 201    |

## Sukcesy

### Paris Saint-Germain
- Mistrzostwo Francji: 2012/2013

### Sevilla FC
- Liga Europy UEFA: 2013/2014, 2014/2015, 2015/2016

### Atlético Madryt
- Liga Europy UEFA: 2017/2018

### Valencia CF
- Puchar Króla: 2018/2019

### Indywidualne
- Drużyna sezonu Ligi Europy UEFA: 2015/2016